# Конфликт Тейлор Свифт и Big Machine Records
Американская певица и автор песен Тейлор Свифт вступила в спор со своим бывшим лейблом Big Machine Records, его основателем Скоттом Борчеттой и новым владельцем Скутером Брауном из-за права собственности на мастер-записи её первых шести студийных альбомов. Конфликт привлёк широкое внимание и освещение в СМИ с момента его возникновения в 2019 г.
Свифт подписала контракт с Republic Records в ноябре 2018 г. после истечения срока её контракта с Big Machine. В июне 2019 г. СМИ сообщили, что Браун приобрёл Big Machine у Борчетта за 330 млн долл. при финансовой поддержке различных частных инвестиционных компаний. Браун стал владельцем всех мастер-записей, музыкальных клипов и произведений искусства, защищенных авторским правом Big Machine, в том числе первых шести студийных альбомов Свифт. В ответ певица заявила, что пыталась купить мастер-записи, но Big Machine предложила невыгодные условия. Зная о том, что лейбл продаст их кому-то другому, она не ожидала, что покупателем станет Браун, с которым у неё сложились плохие отношения. Борчетта утверждал, что Свифт отказалась от возможности купить мастер-записи.
Big Machine и Тейлор Свифт оказались втянуты в серию разногласий, которые привели к дальнейшим трениям; Свифт утверждала, что лейбл запретил ей использовать её музыку для церемонии вручения наград American Music Awards 2019 и её документального фильма Мисс Американа (2020), в то время как Big Machine в 2020 г. выпустила без её одобрения неизданную работу Swift Live from Clear Channel Stripped 2008. Свифт объявила, что перезапишет шесть альбомов, чтобы получить над ними полное право собственности. В октябре 2020 г. Браун продал мастер-записи инвестиционной фирме семьи Дисней Shamrock Holdings за 405 млн долл. при условии, что он продолжит зарабатывать на них. Свифт снова выразила свое неодобрение, отклонив предложение Shamrock о долевом партнерстве, и начала выпускать перезаписанную музыку через лейбл Republic Records. В 2021 г. она выпустила перезаписи своих альбомов Fearless (2008) и Red (2012) (Fearless и Red), имевшие успех у критиков и коммерческий успех, побившие многочисленные рекорды продаж, потоковой музыки и чартов. Один из треков — «All Too Well (10 Minute Version)» — стал самой длинной песней, когда-либо возглавлявшей Billboard Hot 100, что дало Свифт её восьмую песню номер один в этом чарте. Также были выпущены «Wildest Dreams» и «This Love». Свифт стала самой продаваемой сольной артисткой и самым высокооплачиваемым музыкантом в мире в 2021 г.
Различные музыканты, журналисты, политики и ученые поддержали позицию Свифт, вызвав дискуссию о правах артистов, интеллектуальной собственности, частном капитале и этике в музыкальной индустрии. Публикации описали её реакцию и переход к перезаписи как влиятельные меры, побуждающие новых артистов вести переговоры о большей собственности на свою музыку. Крупнейшая радиосеть США iHeartRadio объявила о замене старых версий песен Тейлор Свифт в своём эфире перезаписанными. Billboard назвал Свифт величайшей поп-звездой 2021 года за успешные и беспрецедентные результаты перезаписи. С тех пор Браун выразил сожаление по поводу покупки мастеров Свифт и Big Machine в целом и впоследствии продал всю свою холдинговую компанию Ithaca Hybe Corporation.

## Предыстория

### Закон
Согласно закону об авторском праве США, любая вокальная или инструментальная музыкальная запись подлежит двум типам авторских прав: первый защищает созданный в студии звукозаписи конкретный аудиофайл, известный как мастер, а второй - защищает музыкальное произведение до того, как она станет записью. Мастер — это первая запись песни, с которой делаются копии для продажи и распространения. Таким образом, владелец мастер-копии владеет авторскими правами на все форматы записи: цифровые версии для скачивания или потоковой передачи или физические версии (такие, как компакт-диски и виниловые пластинки). Сторона, желающая использовать или воспроизвести запись, должна получить лицензию на авторское право, утвержденную владельцем мастер-записи. До появления цифровых платформ музыканты полагались на звукозаписывающие компании для продвижения своей музыки с помощью таких средств, как ротация или распространение физических носителей среди розничных продавцов. Лейблы обычно требовали от музыкантов предоставления им прав на мастер-записи «на неограниченный срок». С другой стороны, владение музыкальным произведением называется правами на публикацию, которые охватывают тексты песен до того, как они стали звукозаписью, а также их мелодии, ноты, композицию и инструментальные аранжировки. Авторы песен обычно владеют правами на публикацию и называются «издателями» музыки.

### Контекст
Тейлор Свифт — американская певица и автор песен из Вайомиссинга, штат Пенсильвания. В 2003 г. в 13 лет она посетила крупные звукозаписывающие компании в Нашвилле, штат Теннесси, для заключения контракта на издание её музыки, но столкнулась с отказами. Год спустя девушка исполнила оригинальные песни на шоукейсе RCA Records и получила контракт на развитие артиста, после чего переехала в Нэшвилл и работала с опытными авторами песен Мьюзик-Роу, такими как Трой Верджес, Бретт Биверс, Бретт Джеймс, Мак Маканалли и братья Уоррен. В 2005 г. она стала самой молодой артисткой, подписавшей контракт с издательским лейблом Sony / ATV Tree, но покинула его дочерний лейбл RCA Records из-за опасений, что «сделки по разработке могут отложить артистов на полку». Позже в этом же году Свифт участвовала в отраслевой демонстрации в кафе Bluebird в Нэшвилле, где её заметил руководитель DreamWorks Records Скотт Борчетта, у которого была идея основать свой собственный независимый лейбл. В конце концов, певица подписала 13-летний контракт на запись с новым лейблом Борчетты в Нэшвилле Big Machine Records, сделка дала лейблу право собственности на мастер-записи первых шести альбомов Свифт в обмен на денежный аванс.
С 2006 по 2017 г. Свифт выпустила на Big Machine шесть студийных альбомов: Taylor Swift (2006), Fearless (2008), Speak Now (2010), Red (2012), 1989 (2014) и Reputation (2017), оказавшихся коммерчески успешными и сделавши её одной из самых успешных музыкальных исполнителей в истории.  Хотя мастер-записи принадлежали Big Machine, Свифт сохранила за собой права на выпуск альбомов из-за того, что была основным автором всех песен, выпущенных ею на этом лейбле. Это позволило-бы ей при желании перезаписывать песни в будущем, в соответствии с соглашением между артистом и лейблом, которое ограничивает исполнителя от перезаписывания песни в течение фиксированного периода времени; Свифт не смогла-бы перезаписать свою музыкальную работу, если-бы не была автором песен.
В августе 2018 г., согласно журналу Billboard, поверенный певицы Дональд Пассман с её командой менеджеров предложили Big Machine Label Group (состоит из Big Machine Records, The Valory Music Co., BMLG Records, Big Machine/John Varvatos Records, издательскойкомпанию Big Machine Music и цифровой радиостанцию Big Machine Radio) продать мастер-записи обратно из-за заканчивания срока контракта; представители лейбла соглашались на это при условии продления её контракта и согласия выпустить больше альбомов в течение следующего десятилетия. Обе стороны так и не пришли к соглашению.
Срок действия контракта истек в ноябре 2018 г., после чего она подписала новый контракт с принадлежащим Universal Music Group нью-йоркским лейблом Republic Records. Variety сообщала, что каталог Свифт приносил около 80 % доходов Big Machine. Певица сообщила о переговорах в рамках своего нового контракта: любая продажа пакета акций Universal в Spotify приводила к безвозмездной передаче акций всем артистам лейбла. Контракт также позволял Свифт начиная с её седьмого студийного альбома Lover (2019), полностью владеть выпускаемыми лейблом альбомами, их мастер-записями и правами на публикацию. и, как сообщает Forbes, предложил гонорар в размере 50 % или более по сравнению с 10-15 %, которые певице «вероятно» давал Big Machine.

## Конфликт

### Покупка Big Machine Скоттом Брауном
В июне 2019 г. The Wall Street Journal сообщил, что холдинговая компания "Ithaca Holdings LLC." менеджера из сферы шоу-бизнеса Скотта Брауна (сотрудничавшего с Джастином Бибером, Арианой Гранде, Деми Ловато и Канье Уэстом) приобрела Big Machine Label Group за примерно 330 млн. долл. Покупка охватывала все аспекты бизнеса Big Machine, включая её клиентов, сделки по дистрибуции, издательские права и мастер-записи, и была профинансирована владевшими пакетами акций в «Ithaca» американскими частными инвестиционными компаниями, такими как Carlyle Group, 23 Capital и Soros Fund Management (по The New York Times, Carlyle Group владела третью акций Ithaca Holdings и внесла "существенную сумму" в сделку.). В совместном заявлении компании заявили, что выкуп «создает один из самых мощных лейблов, управленческих, потоковых, издательских и медиа-компаний, объединяя услуги, артистов, руководителей и опыт». Борчетта вошел в совет директоров «Ithaca» и приобрёл её миноритарный пакет акций, оставшись президентом и генеральным директором Big Machine.

### Реакция Свифт
30 июня 2019 года Big Machine объявила в социальных сетях о покупке группы лейблов Брауном, Свифт в тот же день осудила это приобретение в своём аккаунте на Tumblr. Она заявила, что годами пыталась купить свои мастер-записи, но ей не давали шанса, если бы только она не подписала ещё один контракт, который требовал от неё создания ещё шести альбомов на этом лейбле в обмен на мастер-записи первых шести альбомов, что, по её мнению, было «неприемлемо». Хотя она знала, что Big Machine выставлен на продажу, она заявила о незнании, что «непрекращающийся хулиган-манипулятор» Браун станет покупателем лейбла: «По сути, моё музыкальное наследие вот-вот попадет в чьи-то руки, кто попытается его разобрать». Она подчеркнула участие Брауна в создании видеоклипа конфликтовавшего с ней Канье Уэста на его сингл 2016 года «Famous», который она описала как «музыкальное порно-видео мести, в котором [её] тело обнажают». Певица также утверждала, что Браун повлиял на жену рэпера Ким Кардашьян, чтобы организовать «незаконно записанный» фрагмент телефонного разговора Свифт с Уэстом. Ссылаясь на опубликованный позже в Instagram Бибера снимок экрана FaceTime с изображением Бибера, Уэста и Брауна, она заявила, что «два клиента [Брауна]» вступили в сговор, чтобы запугивать её в Интернете. Свифт из-за продажи мастер-записей Брауну обвинила Борчетту в предательстве, несмотря на то, что он знал о роли Брауна в запугивании девушки. Пассман утверждал, что Борчетта никогда не давал Свифт «возможности купить своих мастер-записей или лейбл напрямую с чеком, как [Борчетта] сейчас, по-видимому, делает для других».

### Ответ Борчетты
В ответ Борчетта опубликовал на сайте Big Machine сообщение в блоге под названием «Пришло время для правды...». 25 июня 2019 года акционеры "Big Machine" и "Ithaca Holdings" провели телефонный разговор по поводу сделки. Хотя отец певицы Скотт Свифт был одним из миноритарных акционеров лейбла c 4 % акций, он не присоединился к переговорам из-за «очень строгого» соглашения о неразглашении. Последний звонок состоялся 28 июня, когда его интересы представлял юрист из управляющей компании Свифт "13 Management". Борчетта сказал, что он написал Тейлор 29 июня, утверждая, что она заранее знала о сделке с Брауном. Он отрицал, что Свифт была враждебна по отношению к Брауну, и опубликовал текстовое сообщение, которое, по его словам, певица отправила ему перед подписанием контракта с Republic Records. В нём певица сказала, что примет ещё один семилетний контракт с Big Machine при условии, что станет владельцем своих аудиовизуальных работ. Борчетта согласился, но попросил десятилетний контракт. Подлинность самого сообщения не подтверждена.

## Дальнейшее противостояние
14 ноября 2019 г. Свифт обвинила Брауна и Борчетту в том, что они помешали ей исполнить свои старые песни на церемонии вручения наград American Music Awards 2019 года и использовать старый материал для документального фильма 2020 г. Мисс Американа. Она обвинила их в «осуществлении тиранического контроля» над её музыкой, и заявила, что Борчетта сказал своей команде, что ей будет разрешено использовать музыку только в том случае, если она согласится не перезаписывать «копии» своих песен.
В ответ Big Machine опровергло заявление Свифт: «Мы усердно работали, чтобы обсудить эти вопросы с Тейлор и ее командой, чтобы продуктивно двигаться вперед. Однако, несмотря на наши настойчивые усилия найти личное и взаимоприемлемое решение, Тейлор в одностороннем порядке вчера вечером приняла решение заручиться поддержкой ее фанатов». Однако 18 ноября лейбл без упоминания Свифт выступил с заявлением, что они «согласились предоставить [для AMA] все лицензии на выступления своих артистов для потоковой передачи после шоу и для ретрансляции на взаимно одобренных платформах". В нём также говорилось, что Big Machine вела переговоры с продюсировавшим AMA Dick Clark Productions, который заявил, что они никогда не соглашались делать какие-либо заявления с лейблом.
На следующий день представитель певицы Три Пейн опубликовал заявление, согласно которому Свифт избегала исполнения своих старых песен на посвященном Дню холостяков в Шанхае мероприятии Tmall Double Eleven Gala 2020, и спела только три песни с альбома Lover, потому что «было ясно, что Big Machine Label Group посчитает любое транслируемое по телевидению исполнение песен из их каталога нарушением соглашения». К этому заявлению был приложен скриншот части предполагаемого электронного письма от Big Machine: «Обратите внимание, что [Big Machine] не согласится выдавать лицензии на существующие записи или отказываться от ограничений на повторную запись в связи с этими двумя проектами: документальным фильмом Netflix и мероприятием Alibaba «Double Eleven». Пейн также опроверг заявление Big Machine о том, что Свифт «признала, что по контракту должна миллионы долларов и несколько активов» лейблу, и заявил, что Big Machine пытается уклониться от «невыплаченных гонораров в 7,9 млн. долл., которые должен Свифт в течение нескольких лет» по оценке «независимого профессионального аудитора». 24 ноября 2019г. Свифт исполнила шесть песен на AMA, четыре из которых были с её первых шести альбомов (Свифт исполнила нарезку из песен "The Man" (2020), "Love Story" (2008), "I Knew You Were Trouble" (2012), "Blank Space" (2014), (2014), "Shake It Off" (2014) с певицами Camila Cabello и Halsey, и "Lover" (2019) при участии балетного танцора Мисти Копленд). На майке певицы в ходе исполнения "The Man" и на пианино в "Lover" были написаны названия шести альбомов.}}) и получила награду «Артист десятилетия».
В апреле 2020 г. Big Machine выпустила концертный альбом выступлений Свифта на радиошоу 2008 года «Live from Clear Channel Stripped 2008». Свифт сказала, что не санкционировала выпуск, и назвала его «еще одним случаем бессовестной жадности во времена коронавируса». Альбом разошёлся тиражом в 33 копии в США и не попал ни в какие чарты. С августа 2019 по январь 2020 г. Big Machine выпустила 4000 виниловых пластинок каждого из синглов к 13-летию альбома «Taylor Swift», что вызвало немедленную реакцию сторонников Свифт.

## Реакция

### Политики
Поддержку Тейлор Свифт вместе с критикой частных инвестфондов сделали сенатор от Массачусетса и участник праймериз Демократической партии на президентских выборах 2020 года Элизабет Уоррен и конгрессмен от Нью-Йорка Александрия Окасио-Кортес
В 2021 г. в ходе выборов губернатора штата Вирджиния против республиканского кандидата и бывшего CEO Carlyle Group Гленна Янгкина его демократический оппонент Терри Маколифф организовал серию негативных рекламных размещений в социальных сетях Facebook, Instagram и поисковой системе Google Search, намекая на его причастность к покупке мастер-записей. Рекламная кампания использовала слоган «#WeStandWithTaylor», призывая сторонников певицы поддержать Маколиффа. NPR в июле 2021 г. обнаружила публикацию Associated Press, согласно которой между 2007 и 2016 г. демократ инвестировал минимум 690 тыс. долл. в Carlyle Group. К моменту продажи мастер-записей в 2019 г. он был пассивным инвестором, имевшим менее 5 тыс. долл. в акциях инвестфонда.
Губернатор Колорадо Джаред Полис упомянул перезапись песен и альбомов Свифт как главное событие 2021 года в своем ежегодном обращении к штату 14 января 2022 года и спел припев «новой версии песни 22», делая отсылку на новый 2022 г..

### Оценка СМИ
Публикации в СМИ подчеркивали публичное противодействие Свифт приобретению прав на её мастер-записи как новаторское: в то время как вопрос о праве собственности и конфликты между звукозаписывающими лейблами и артистами, такими как Принс, The Beatles, Джанет Джексон и Def Leppard были широко известны, Свифт была одной из немногих артистов, кто сделал этот конфликт публичным. Журналисты Rolling Stone назвали этот спор одним из 50 «самых важных моментов» 2010-х годов. Доминик Раш из The Guardian сказал, что ситуация со Свифт намекает на изменение эпохи цифровой музыки, когда артисты лучше осведомлены о своей собственности и не будут так сильно полагаться на звукозаписывающие компании в маркетинге, как в прошлом. Признавая известность, которую она привнесла в «одну из самых давних проблем музыкальной индустрии», критик Pitchfork Сэм Содомски сказал, что Свифт «также настолько огромна — не только как артист, но и бренд, — что она может осуществить изменения, полагаясь на постоянство её успеха», и что, когда она делает заявление, «индустрии выгодно с финансовой точки зрения её слушать». Кэти Россеински из Evening Standard писала: «Это не просто очередная вражда между знаменитостями, это может иметь далеко идущие последствия для музыкальной индустрии».
The New York Times, The A.V. Club и MarketWatch сочли, что критика Свифт направлена против частных инвестиционных компаний, подчеркнув упоминание Carlyle Group в её сообщениях в социальных сетях. The New York Times сообщила: «Во времена общественного возмущения по поводу корпоративной жадности и повышенного внимания к гендерной динамике власти 29-летняя г-жа Свифт смогла превратить коммерческий спор в знаменитое дело (cause célèbre)». Мира Джаганнатан из MarketWatch описала Carlyle Group как «мощную и политически связанную» базирующуюся в Вашингтоне фирму, чьи инвестиции составляют глобальный портфель из 272 компаний, включая Supreme, Dunkin' Brands и многие аэрокосмические и оборонные компании.
Оценки решения Тейлор Свифт перезаписать песни и альбомы также в основном были благожелательны. Крисс Уиллман из Variety считал, что широко разрекламированный шаг Свифт по перезаписыванию своего бэк-каталога вдохновит других артистов на «дальнейшее представление интересов фанатов или использование их в качестве оружия в их собственных деловых спорах», в отличие от сравнительно менее успешных попыток её современников владеть своей музыкой. Журналист The Atlantic Спенсер Корнхабер высказал мнение, что перезапись была «блестящим кругом победы», опровергшим мнение сомневавшихся в Свифт отраслевых обозревателей. Фавзия Хан (Elle) и Керри Бэттан (The New Yorker) приветствовала прикрепленный к перезаписанной музыке тег «(Версия Тейлор)» как гениальный ребрендинг бэк-каталога Свифта. Шарлотт Ричардс в материале для Money Marketing сказала, что ситуация помогает понять «опасное инвестирование», такое как у Брауна. Репортер The New Zealand Herald Лидия Бургэм назвала этот шаг «окончательным средним пальцем бюрократии музыкальной индустрии», показав при этом, что «даже кто-то со звездной силой Свифт не может удержать права на её записанные работы». Ханна Тоуи из Business Insider сказала, что после успеха «Red (Taylors Version)» «эпоха версий Тейлора уже потрясла всю отрасль».
Журналист Wall Street Journal Нил Шах написал, что за использование своего бэк-каталога в медиа, например, в рекламных роликах и фильмах, Свифт может исключить из сделок Shamrock и Брауна, напрямую предоставив соответствующую песню и одобрив лицензию на авторские права. Кейт Дуайер из Marie Claire сказала, что перезаписанные альбомы освободили Свифт от внимания сексистских таблоидов к её личной жизни, которое затмило её прошлые работы, повторно представляя слушателям и критикам те же песни, но без «такого большого гендерного предубеждения», и что зрители, которые «не верили, что она раньше была феминисткой (по какой-то сексистской причине), не могут отрицать феминистский подтекст того, что она стала представителем отрасли в защиту прав художников».

## Последствия
Решением Свифт стало, используя сохранённое право на публикацию, создать новые записи всех песен с шести альбомов, и чтобы конечный продукт звучал как можно ближе к оригиналу. В августе 2019 г. в специальном выпуске CBS News Sunday Morning, она сообщила о «перезаписи» и перевыпуске шесть альбомов, чтобы самой владеть всеми правами на них, как только контракт с Big Machine позволит сделать это (контракт позволял перезапись песен или альбом спустя пять лет после их релиза). Перезаписывая свои собственные песни, Свифт технически переделывает их как новые записи, в результате чего новые мастер-записи полностью принадлежат ей, что позволяет контролировать лицензирование для коммерческого использования, известное как синхронизация, уклоняясь от привлечения владельцев старых мастер-записей и впоследствии обесценивая их актив.

### Продажа мастер-записей Shamrock
В октябре 2020 г. Браун за 405 млн долл. продал мастер-записи, связанные видео и артворки принадлежащей потомкам Уолта Диснея американской частной инвестиционной компании Shamrock Holdings.Шаблон:NoteTag{{NoteTag|Braun remains as the owner of the Big Machine Label Group. He sold only the masters of Swift's back catalog to Shamrock. Свифт заявила, что пыталась вести переговоры с Брауном, но он предложил ей шанс выкупить мастер-записи обратно только при подписании «железного» договора о неразглашении, по которому она могла говорить о нём лишь положительно во время процесса сделки, на что она отказалась. Она также утверждала, что Браун поручил Shamrock не уведомлять её о продаже до её завершения, и что она также отклонила предложение Shamrock стать долевым партнером на том основании, что Браун и «Ithaca» продолжат получать финансовую выгоду от её работ. Свифт решила придерживаться своего первоначального решения и начала процесс перезаписи в ноябре 2020 г.. В ответ инвестиционная компания опубликовал заявление: «Мы сделали эти инвестиции, потому что верим в огромную ценность и возможности, связанные с работой [Свифт]. Мы полностью уважаем и поддерживаем её решение, и, хотя мы надеялись стать официальным партнером, мы также знали [что предприятие Свифта по перезаписи] было возможным исходом, который мы рассматривали».

### Выпуск перезаписанных версий
Свифт начала выпускать перезаписанную музыку в 2021 г.. Для отличия от исходников перезаписанные альбомы и песни обозначены примечанием «(Taylor’s Version)».
В феврале 2021 г. Свифт объявила, что закончила перезапись своего альбома Fearless, 12 февраля выпустив перезапись заглавного сингла с этого альбома «Love Story» («Love Story (Taylor’s Version)»). Fearless (Taylor's Version) вышла 9 апреля и получила восторженные отзывы музыкальных критиков, посчитавших её действия актом защиты прав музыкантов. 15 сентября на фоне вирусной популярности в TikTok песни 2015 г. «Wildest Dreams» песня набрала 735 тыс. прослушиваний на Spotify, что стало самым высоким показателем прослушиваний на этой платформе за один день для одной песни. 17 сентября Свифт в TikTok опубликовала перезаписанный бридж песни, впоследствии «Wildest Dreams (Taylor’s Version)» вышла на стриминговых платформах. Свифт заявила, что видела «Wildest Dreams» в тренде на TikTok и подумала, что у фанатов должна быть «[её] версия» этой песни. За первые четыре часа на Spotify «Wildest Dreams (Taylor’s Version)» получила 2 003 391 прослушиваний, побив рекорд, поставленный старой версией несколькими днями ранее.
12 ноября 2021 г. певица выпустила перезаписанную версию альбома 2012 г. Red со всеми 30 треками Red (Taylor's Version). Альбом побил несколько рекордов продаж, стриминговых прослушиваний и чартов, и получил широкое признание, став её альбомом с самым высоким рейтингом критиков на Metacritic. Закрывающий пластинку трек «All Too Well (10 Minute Version) (Taylor's Version) (From the Vault)» стал для Свифт восьмым триумфатором в чарте Billboard Hot 100 и попал в Книгу рекордов Гиннесса как самая продолжительная песня, возглавлявшая чарт. Продюсер песни Джек Антонофф сказал журналу Rolling Stone, что это учит артистов «не слушать» индустрию. 6 мая 2022 г. вышла перезаписанная версия «This Love (Taylor's Version)» с альбома 1989 (Taylor’s Version). Сообщается, что в сентябре 2022 г. Свифт отклонила предложение стать главным артистом на шоу в перерыве между таймами Супербоул LVII, пока её процесс перезаписи не будет завершен.
В октябре 2022 г. Свифт выпустила наполненный пасхальными яйцами видеоклип «Bejeweled» на трек с десятого студийного альбома Midnights. Видео содержит несколько намеков на Speak Now и включает оркестровые версии треков «Enchanted» и «Long Live»; фанаты и СМИ предположили, что следующим релизом будет Speak Now (Taylor’s Version). В марте 2023 г. , в преддверии The Eras Tour, Свифт выпустила перезапись трека с делюксового издания «If This Was A Movie» вместе с перезаписью «Safe & Sound» и «Eyes Open» из The Hunger Games: Songs from District 12 and Beyond.

### Расследования СМИ
16 ноября 2020 г. Variety со ссылкой на инсайдеров оценило стоимость мастер-записей Тейлор Свифт в 450 млн долл. с учётом определённых доходов. Согласно публикации Financial Times за ноябрь 2021 г., Браун считал, что Свифт «просто блефует» по поводу перезаписи. Газета заявила, что после покупки «Big Machine» Браун начал искать покупателей для мастер-записей бэк-каталога Свифт, и что он и соинвесторы сказали потенциальным покупателям, что певица на самом деле не будет перезаписывать альбомы, назвав её объявление «пустой» угрозой; Браун также сказал покупателям, что сообщения Свифта о споре приведут только к большей огласке, увеличив прослушивания и покупки песен и альбомов в интернете. Financial Times также утверждала, что сделка между Брауном и Shamrock включала «выручку после покупки для Брауна и Carlyle Group, если продажи и потоковое прослушивание достигнут определённых целей». 10 декабря 2021 г. The New York Times опубликовала статью, по которой Carlyle Group связалась с Брауном и призвала его заключить соглашение о прекращении огня со Свифт, например, создав совместное предприятие для предотвращения перезаписи старых работ; согласно источникам издания фирма «недовольна тем, что её втягивают в спор таким публичным образом».
Business Insider в марте 2022 г. опубликовал расследование, по которому одной из многих причин негативного отношения Свифт к покупке мастер-записей Брауна является его плохое отношение к отношениям между Джастином Бибером и Селеной Гомес, которая является одним из ближайших друзей Свифт и наоборот.Шаблон:NoteTag Также издание обвинило Брауна в управлении новостными отделами нескольких СМИ и ряда блогов.

### Продажа Ithaca
В апреле 2021 г. Браун продал «Ithaca» южнокорейской развлекательной компании Hybe Corporation, получившей 100 % акций через своё подразделение Hybe America. Сделка стоимостью в 1 млрд долл. включала в себя артистов компании Брауна SB Projects и Big Machine, к которым относились Бибер, Гранде, Ловато, Джей Бальвин, Томас Ретт, Florida Georgia Line и Lady A, в то время как со стороны покупателя в ростер вошли K-pop музыканты BTS, Tomorrow X Together и Seventeen. Браун вошёл в совет директоров Hybe. В сентябре 2022 г. в интервью NPR Браун заявил, что сожалеет о том, как было организовано приобретение Big Machine и что он усвоил «важный урок». Браун также заявил, что он был вынужден совершить покупку в соответствии с «очень строгим соглашением о неразглашении», и поэтому ему не разрешалось ни с кем об этом говорить.

### Выкуп прав Тейлор Свифт
В июне 2025 г. певица приобрела права на свои первые шесть альбомов у Shamrock, согласно Billboard сделка могла обойтись в 360 млн. долл. Певица отдельно сообщила, что не будет выпускать Taylor’s Version альбома Reputation.”

## Наследие

### Системные изменения
Свифт — одна из немногих артистов, обладающих силой и авторитетом, чтобы изменить музыкальный мир: когда она действует, индустрия слушает. Восстанавливая свои мастер-записи и привлекая внимание к окружавшей их саге, она сделала драматичное заявление о важности того, чтобы художники владели своими работами и отказывались позволять другим извлекать выгоду из своего творчества. Конечно, она мультимиллионер, но, используя свою платформу таким образом, она побуждает других, менее известных артистов бороться за более выгодную сделку.— Katie Rosseinsky, How Taylor Swift is changing the music industry one re-record at a time, Evening Standard
12 ноября 2021 г. The Wall Street Journal сообщило, что материнская компания нынешнего рекорд-лейбла Тейлор Свифт Universal Music Group в своих контрактах на запись удвоила количество времени, в ходе которого артистам запрещено перезаписывать свои работы. Газета сообщила, что это изменение представляет собой «изменение динамики власти в музыкальном бизнесе», поскольку артисты под воздействием кейса Свифт начали требовать увеличения доли доходов и права собственности на мастер-записи своей музыки. Weverse писало, что «индустрия звукозаписи внимательно следила за проектом перезаписи [Свифт], чтобы увидеть, куда он может пойти, и недавно начала реагировать», указав, что после полемики музыканты начали требовать права на свои мастер-записи «всё чаще и чаще».
17 ноября 2021 г. iHeartRadio объявило, что принадлежащие ей радиостанции будут транслировать только песни «Taylor’s Version».

### Финансовое влияние
Перезаписи имели широкий успех. Оригинальный Fearless занимал 157-ю позицию в Billboard 200 до появления Fearless (Taylor’s Version), после которого продажи оригинального альбома упали на 19 %, а сам он исчез из чарта, в то время как перезапись дебютировала на первом месте. Бен Сисарио из The New York Times посчитал, что (Taylor’s Version) «добилась того, что казалось одной из целей Свифт: похоронить оригинальную запись Fearless».Международная федерация производителей фонограмм назвала Тейлор Свифт лучшей в мире продаваемая солисткой и артисткой 2021 г. Forbes оценил её доход в 2021 г. в 52 млн долл., и высказал мнение, что «воссоздание своего каталога также настраивает [её] на потенциально крупный доход». Её права на публикацию первых шести альбомов в 2022 г. оценивались в 200 млн долл. В январе 2022 г. журнал Rolling Stone сообщил, что Свифт стала самой высокооплачиваемой женщиной-музыкантом 2021 г. благодаря Fearless (Taylor’s Version) и Red (Taylor’s Version), опередив выпустивших в том же году совершенно новые альбомы артистов. В декабре 2022 г. Billboard подтвердил, что Свифт стала самым высокооплачиваемым музыкантом 2021 г. с примерно 65,8 млн долл.,за ней следовала английская группа The Rolling Stones (55,5 млн долл.).